# Екзофтальм
Екзофта́льм (витрішкува́тість; лат. exophthalmus, від ex- — «з-», «ви-» + дав.-гр. ὀφθαλμός — «око», також protrusio bulbi) — зміщення очного яблука вперед (вирячені очі), в деяких випадках зі зміщенням в сторону. Є симптомом багатьох хвороб.
Його виявляють при базедовій хворобі, а також пухлинах орбіти і головного мозку, тромбозах і аневризмах судин головного мозку, запальних процесах в орбіті і придаткових пазухах носа, пошкодженнях орбіти.
Лікування спрямоване на основне захворювання. Хворі підлягають ретельному обстеженню.
Як один з варіантів лікування екзофтальму є пластична операція по його усуненню.
Протилежний екзофтальму симптом — енофтальм.